# Antemninae
Antemninae es una subfamilia de mantodeos de la familia Mantidae.

## Géneros
Comprende los siguientes géneros:
- Alluandella
- Antemna